# Joseph Davidovits

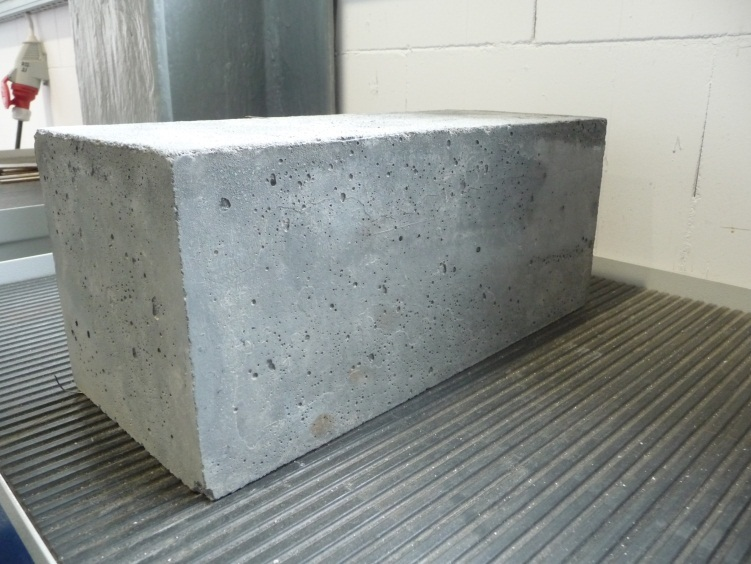
Ukázka betonového bloku pro stavby

Joseph Davidovits (také Josef Davidovits, 23. března 1935 ve Villers St Paul ve Francii) je vědec a vynálezce geopolymerů (umělé kameny). Jako první použil tento název v roce 1970. Mnozí odborníci považují geopolymery za materiál budoucnosti.
Jeho výzkum je zaměřen na využití geopolymerů v průmyslových oblastech, které se zabývají ohnivzdornými materiály, tepelnou izolací, nízkoenergetickými keramickými dlaždicemi, žáruvzdornými materiály s tepelnými šoky, ekocementy a betony, high-tech kompozity pro interiéry letadel a automobily, zadržování radioaktivních a toxických odpadů.
Zabývá se také archeologií a stavbami pyramid v Egyptě. Vyslovil teorii, že bloky Chufuovy (Cheopsovy) pyramidy nejsou vytesané z přírodních kamenů, ale z uměle vyrobeného vápencového betonu. Tato teorie je většinou vědců odmítána, jen několika materiálovými vědci je podporována.
V roce 1998 dostal za svůj výzkum francouzské vyznamenání Chevalier de l'Ordre National du Mérite. Podal více než padesát patentů. Je autorem a spoluautorem mnoha vědeckých prací a zpráv z konferencí.

## Vzdělání a kariera

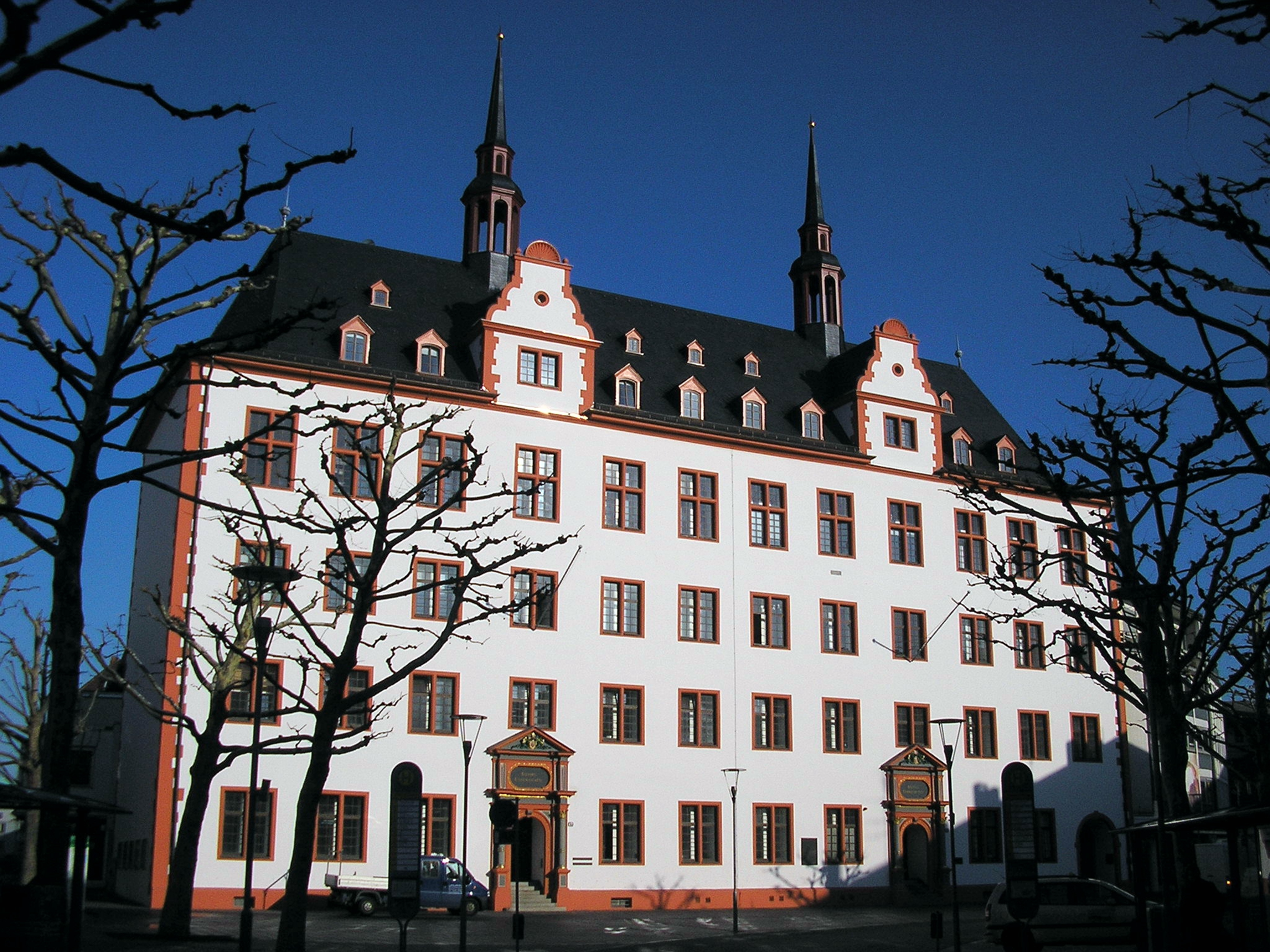
Univerzita Johannese Guteberga v Mohuči

Joseph Davidovits získal titul chemického inženýra na Ecole Nationale Supérieure de Chimie v Rennes ve Francii v roce 1958 a titul doktora v oboru chemie organických polymerů na Univerzitě Johannese Guteberga v Mohuči v Německu v roce 1960.
V letech 1962 až 1972 se zabýval výzkumem organických polymerů pro textilní průmysl ve Francii. V roce 1964 obdržel výroční cenu Francouzské textilní chemické společnosti za svou práci na lineárních organických polymerech. V roce 1969 byl zaměstnán francouzskou textilní společností Delcer Industries a založil výzkumnou laboratoř věnovanou chemii organických polymerů v Saint-Quentin v departmanu Aisne.
V roce 1970 jako první použil název geopolymer pro anorganické polymerní materiály, které objevil. Tyto materiály vznikají při geopolymerizaci a obsahují polymerní vazby Si-O-Al-O. V roce 2008 začal vydávat referenční učebnici Geopolymer Chemistry and Applications, kterou stále pravidelně aktualizuje. V roce 2015 vydal ve spolupráci s vydavatelstvím Elsevier první Journal on Geopolymer Science. Je prezidentem Geopolymer Institute a předsedou každoroční konference Geopolymer Camp v Saint-Quentinu. Jedná se o konferenci zaměřenou na setkání akademických i průmyslových vědců, kteří se zabývají geopolymery.
Joseph Davidovits je členem Mezinárodní asociace egyptologů a přednášel na několika mezinárodních egyptologických kongresech: v roce 1979 (Grenoble, Francie), 1982 (Toronto, Kanada), 1988 (Káhira, Egypt) a 2004 (Grenoble, Francie). Jeho přednášky se věnovaly archeologii a prezentoval na nich své práce a studie o keramice, starověkém cementu, římském betonu a analýze pyramidových kamenů.

## Geopolymery

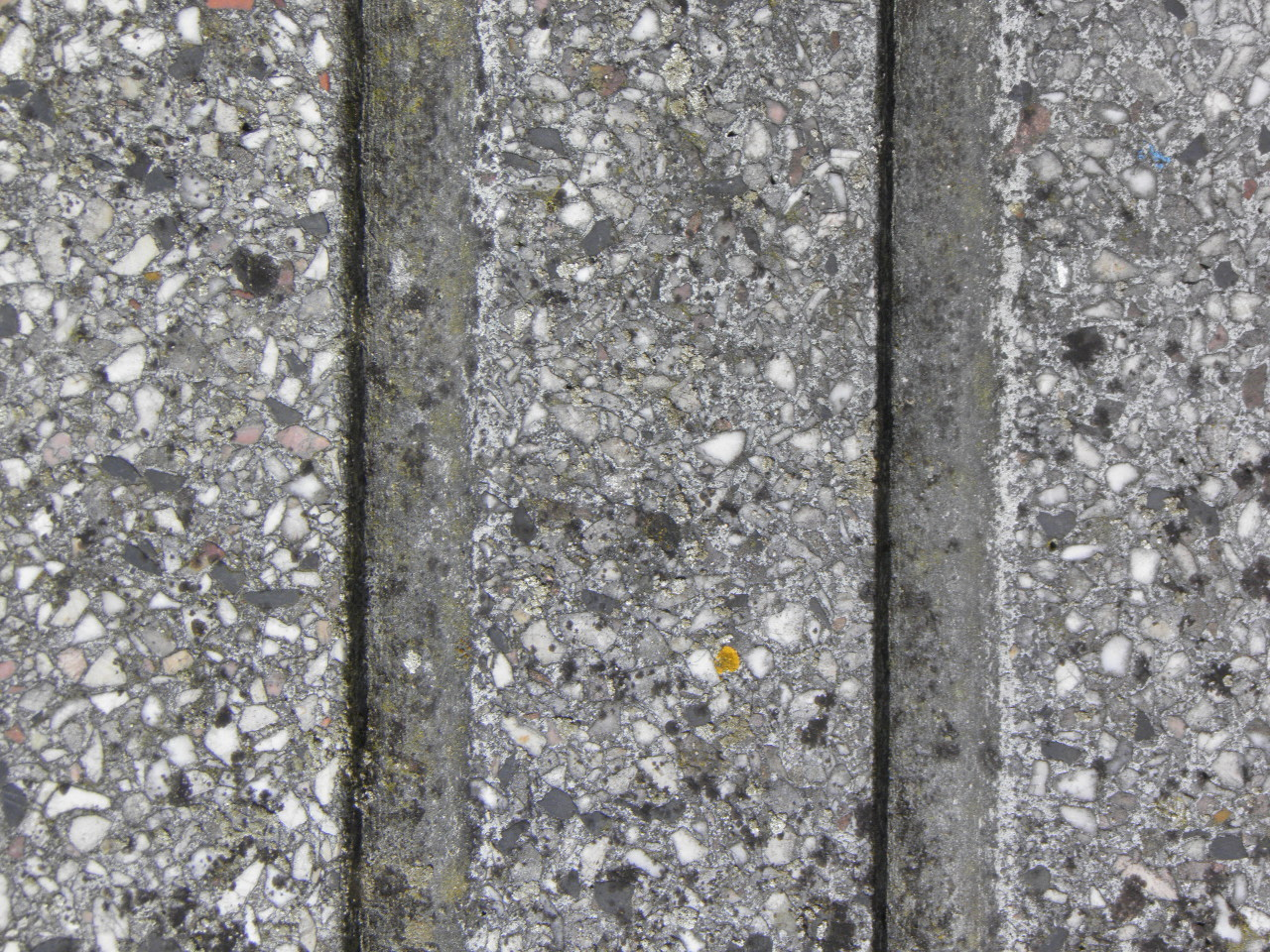
Ukázka textury betonu

V letech 1970-72 došlo ve Francii k několika požárům způsobeným organickými plasty, Joseph Davidovits se proto rozhodl provést výzkum nových žáruvzdorných minerálních polymerů. V roce 1972 založil v Saint-Quentinu soukromou výzkumnou společnost Cordi SA (později Cordi-Géopolymère SARL). V roce 1979 tato firma společně s neziskovou vědeckou organizací Geopolymer Institute vytvořila koncept hlinitokřemičité chemie pevných látek - geopolymerů. Všechny publikace související s tímto výzkumem z let 1972 až 1979 patří do patentové literatury.
Geopolymer vzniká při geopolymerizaci a obsahuje polymerní vazby Si-O-Al-O. Je to vlastně umělý kámen vyrobený z anorganických materiálů, který se svou strukturou a vzhledem podobá betonu. Technologický postup výroby geopolymerů má tři fáze:
- první sypkou fázi při smíchání jednotlivých komponent,
- druhou kapalnou fázi po přidání různých aditiv, chemických urychlovačů a pojiv
- třetí fázi, kdy dochází ke spojení (geosyntéze) tuhých částic do konečné pevné homogenní polymerní struktury.

Geopolymery jsou nesrovnatelně trvanlivější než beton, mají lepší mechanické i fyzikální vlastnosti a jejich výroba je ekologičtější, neboť se při ní dají využít odpadní materiály. Mají také extrémní odolnost a mohou být využity jako odolné izolační materiály a moderní stavební materiály.
V letech 1983 až 1989 vyvinul ve spolupráci s firmou Lone Star Industries ze Spojených států amerických geopolymerní cement s názvem Pyrament a s ním spojené cementové směsi. V roce 1994 mu za tento průlom v cementářské technologii Národní asociace pro vědu, technologii a společnost (NASTS) a Federace materiálových společností USA udělily cenu Gold Ribbon Award.

## Archeologie

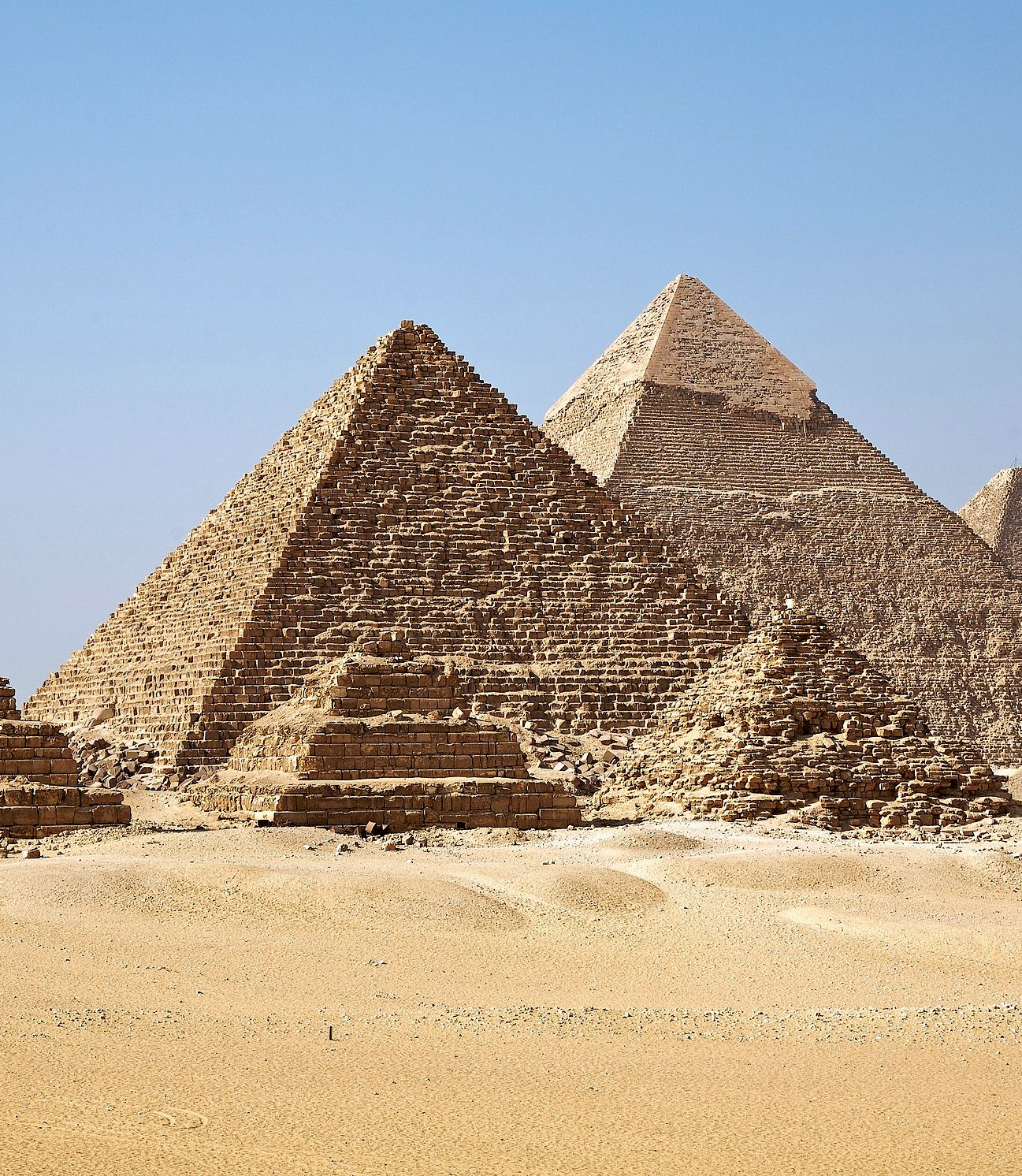
Pyramidy v Gízské nekropoli

V roce 1983 byl Joseph Davidovits jmenován profesorem chemie na Barry University v Miami na Floridě, kde založil Institut aplikovaných archeologických věd (IAPAS) pro studium starověkých stavebních technologií. Zde vyvinul svou teorií o způsobu stavby egyptských pyramid z umělých kamenů vyrobených z přírodního vápence, podobně jako se v současnosti vyrábí beton. Tato teorie je většinou vědců odmítána, jen několika materiálovými vědci je podporována.
Podle Davidovitsovy hypotézy byl při stavbě pyramid použit měkký vápenec s vysokým obsahem kaolinitu, který byl těžen ve vádí na jihu Gízské plošiny. Vápenec se pak rozpouštěl společně s vápnem a natronem ve velkých jezírcích napájených Nilem, dokud se z něj nestala vodnatá kaše. Ta se nechala odpařit a jako mokrá hmota byla dopravena na staveniště a vytvarována do bloků. Ty za několik dní prošly chemickou reakcí podobnou vytvrzování betonu.
Davidovitsova hypotéza získala podporu Michela Barsouma, výzkumníka materiálových věd. Pomocí skenovací elektronové mikroskopie objevil ve vzorcích vápencových pyramidových bloků minerální sloučeniny a vzduchové bubliny, které se v přírodním vápenci nevyskytují. On a jeho kolegové z Drexel University publikovali svá zjištění podporující Davidovitsovu hypotézu v časopise Journal of the American Ceramic Society v roce 2006.
Proti Davidovitsově hypotéze vystoupil v roce 2007 na ICMA (International Cement Microscopy Association) petrograf Dipayan Jana s prezentací, ve které popírá Davidovitsovu a Barsoumovu práci a končí slovy: Jsme daleko od toho, abychom přijali byť jen vzdálenou možnost, že pyramidové kameny pocházejí z umělého materiálu.

## Dílo
- V roce 1970 objevil a začal studovat geopolymery a jejích technické aplikace.
- V roce 2008 vydal první referenční knihu o geopolymerech: Geopolymer Chemistry & Applications Institut Géopolymère.
- Je autorem a spoluautorem více než 130 vědeckých prací a 50 patentů.